# Ebbsfleet International
Ebbsfleet International vasútállomás Angliában, Kent város közelében.

## Vasútvonalak
Az állomást az alábbi vasútvonalak érintik:
- CTRL

## Kapcsolódó állomások
A vasútállomáshoz az alábbi állomások vannak a legközelebb:
- Ashford International
- Gravesend vasútállomás
- Rainham vasútállomás
- Stratford International